# Uranius Tholus
Uranius Tholus est un volcan situé sur la planète Mars par 26,1° N et 262,3° E, dans le quadrangle de Tharsis. Il s'agirait du plus ancien volcan du renflement de Tharsis.

## Géographie et géologie
Uranius Tholus est le plus petit d'un groupe de trois volcans — avec Uranius Mons et Ceraunius Tholus — formant un ensemble, le groupe d'Uranius, situé dans le prolongement de l'alignement de volcans de Tharsis Montes en direction de Tempe Fossae, dans le nord-est du renflement de Tharsis.
| |  |                                                                     |
| Carte de la région d'Olympus Mons et de la chaîne de Tharsis Montes. Uranius Tholus se situe en haut à droite de cette carte. |  | En haut, vue d'Uranius Tholus par la MOC de MGS prise en mars 2002. |

Uranius Tholus se serait formé il y a plus de 4 milliards d'années, au Noachien, et aurait peut-être été encore actif il y a 3,5 milliards d'années, à l'Hespérien, bien que les modifications de surface identifiées à cette époque puissent également être de nature non volcanique. Il aurait donc précédé de plusieurs centaines de millions d'années les volcans de Tharsis Montes, et même tous les volcans plus anciens de son voisinage, ce qui illustre le principe général qui veut que les volcans de Tharsis seraient d'autant plus anciens qu'ils sont situés au nord-est de cette région. Compte tenu de cette ancienneté, l'édifice volcanique est partiellement enfoui sous les coulées de lave qui ont ultérieurement façonné la surface du renflement.